# Chrysiptera arnazae
Chrysiptera arnazae är en fiskart som beskrevs av Allen, Erdmann och Barber 2010. Chrysiptera arnazae ingår i släktet Chrysiptera och familjen Pomacentridae. Inga underarter finns listade i Catalogue of Life.